# Bettina Scholl-Sabbatini

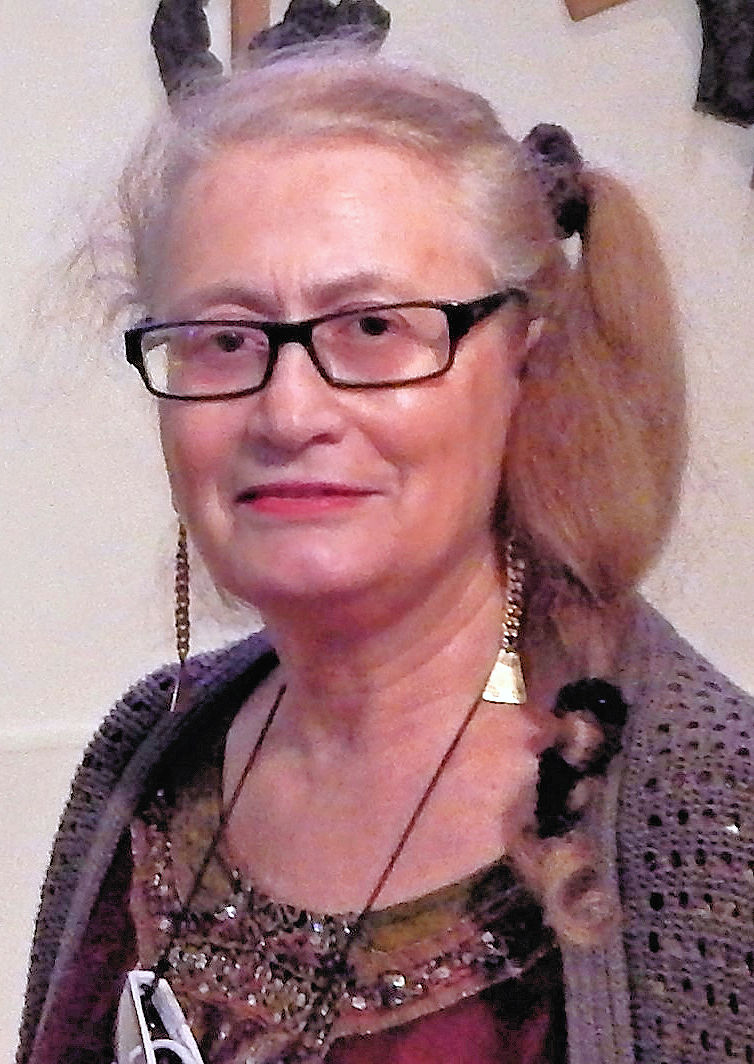
Bettina Scholl-Sabbatini, 2016.

Bettina Scholl-Sabbatini (* 19. Dezember 1942 in Esch an der Alzette) ist eine luxemburgische Bildhauerin und Plastikerin.

## Leben
Bettina Scholl-Sabbatini wurde als Tochter des Bildhauers Aurelio Sabbatini geboren. Sie studierte von 1963 bis 1967 Bildhauerei und Keramik am Istituto d’arte Sesto Fiorentino, Florenz und anschließend Malerei und Zeichnen an der Académie de la Grande Chaumière in Paris.
Ihre Werke aus Keramik, Stein und Bronze sind in mehreren Kirchen und Kapellen in Luxemburg zu finden. Durch ihr soziales Engagement für die Nichtregierungsorganisation Soroptimist International bekam sie Einblick in die ethnische Kunst Afrikas, die sie beeindruckte und ihren eigenen Stil beeinflusste. So werden in manchen ihrer Skulpturen Einflüsse der afrikanischen Kultur sichtbar.

## Werke (Auswahl)

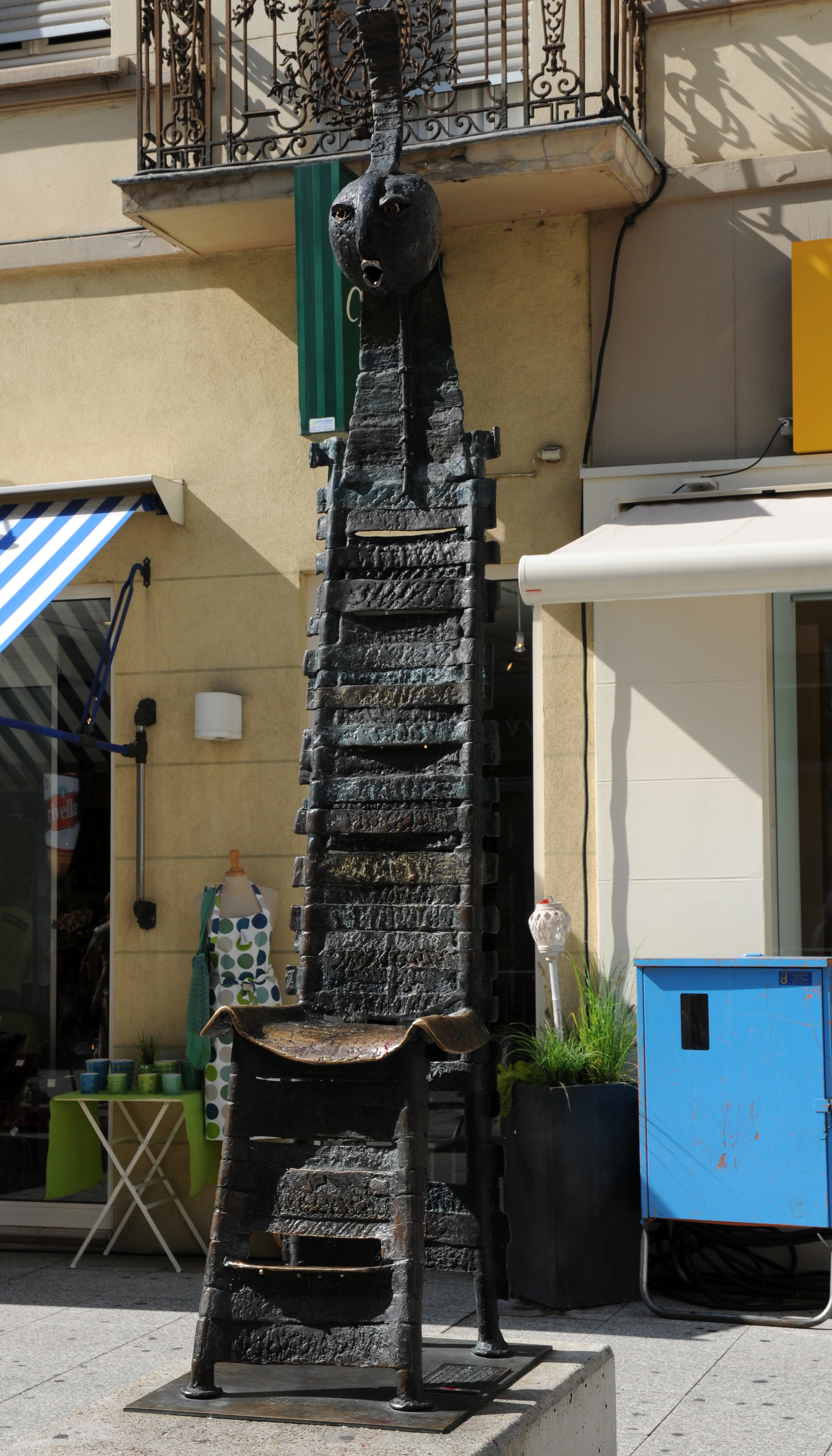
Hommage aux femmes vivant et travaillant à Esch, 2006

- Kreuzweg (1990) an der Kirche von Bartringen
- Taufbecken in der Heilig-Geist-Kirche im multikulturellen Quartier Brill in Esch an der Alzette
- Ausstattung der Kirche von Lénger, Gemeinde Käerjeng
- Ausstattung  (Altar, Ambo, Taufbecken und Tabernakel) der Kirche von Lintgen
- Kreuzweg an der Willibrordkirche zu Niederkerschen
- Lube, eine Skulptur beim „Butzenhaus“ in Bartringen
- Hommage aux femmes vivant et travaillant à Esch, Monument in der Uelzechtsstraße in Esch an der Alzette (2006)
- Skulptur am Käsemarkt von Bungeref, Gemeinde Rambruch
- Mauerdekorationen an der Clinique Pédiatrique Kannerklinik in Luxemburg

## Soziales Engagement
Bettina Scholl-Sabbatini ist Vizepräsidentin von Soroptimist International und war eine der maßgeblichen Initiatorinnen der Friedensmarathons in Kigali/Ruanda.